# Aphis nivalis
Aphis nivalis är en insektsart som beskrevs av Hille Ris Lambers 1960. Aphis nivalis ingår i släktet Aphis och familjen långrörsbladlöss. Inga underarter finns listade i Catalogue of Life.